# Zethes hemicyclophora
Zethes hemicyclophora är en fjärilsart som beskrevs av Turner 1944. Zethes hemicyclophora ingår i släktet Zethes och familjen nattflyn. Inga underarter finns listade i Catalogue of Life.